# Liste der Kulturdenkmale in Struppen

Wappen von Struppen

Die Liste der Kulturdenkmale in Struppen enthält die Kulturdenkmale in Struppen.
Die Anmerkungen sind zu beachten.
Diese Liste ist eine Teilliste der Liste der Kulturdenkmale im Landkreis Sächsische Schweiz-Osterzgebirge.

Diese Liste ist eine Teilliste der Liste der Kulturdenkmale in Sachsen.

## Legende
- Bild: Bild des Kulturdenkmals, ggf. zusätzlich mit einem Link zu weiteren Fotos des Kulturdenkmals im Medienarchiv Wikimedia Commons. Wenn man auf das Kamerasymbol klickt, können Fotos zu Kulturdenkmalen aus dieser Liste hochgeladen werden:
- Bezeichnung: Denkmalgeschützte Objekte und ggf. Bauwerksname des Kulturdenkmals
- Lage: Straßenname und Hausnummer oder Flurstücknummer des Kulturdenkmals. Die Grundsortierung der Liste erfolgt nach dieser Adresse. Der Link (Karte) führt zu verschiedenen Kartendiensten mit der Position des Kulturdenkmals. Fehlt dieser Link, wurden die Koordinaten noch nicht eingetragen. Sind diese bekannt, können sie über ein Tool mit einer Kartenansicht einfach nachgetragen werden. In dieser Kartenansicht sind Kulturdenkmale ohne Koordinaten mit einem roten bzw. orangen Marker dargestellt und können durch Verschieben auf die richtige Position in der Karte mit Koordinaten versehen werden. Kulturdenkmale ohne Bild sind an einem blauen bzw. roten Marker erkennbar.
- Datierung: Baubeginn, Fertigstellung, Datum der Erstnennung oder grobe zeitliche Einordnung entsprechend des Eintrags in der sächsischen Denkmaldatenbank
- Beschreibung: Kurzcharakteristik des Kulturdenkmals entsprechend des Eintrags in der sächsischen Denkmaldatenbank, ggf. ergänzt durch die dort nur selten veröffentlichten Erfassungstexte oder zusätzliche Informationen
- ID: Vom Landesamt für Denkmalpflege Sachsen vergebene, das Kulturdenkmal eindeutig identifizierende Objekt-Nummer. Der Link führt zum PDF-Denkmaldokument des Landesamtes für Denkmalpflege Sachsen. Bei ehemaligen Kulturdenkmalen können die Objektnummern unbekannt sein und deshalb fehlen bzw. die Links von aus der Datenbank entfernten Objektnummern ins Leere führen. Ein ggf. vorhandenes Icon  führt zu den Angaben des Kulturdenkmals bei Wikidata.

## Struppen
| Bild                                                 | Bezeichnung | Lage                                       | Datierung                                     | Beschreibung | ID       |
| ---------------------------------------------------- | --- | ------------------------------------------ | --------------------------------------------- | --- | -------- |
| Direkt Bild zu diesem Denkmal hochladen              | Mehrfamilienhaus | Gartenstraße 3 (Karte)                     | 1930er Jahre                                  | Obergeschoss verbrettert, Walmdach, baugeschichtlich von Bedeutung | 09224347 |
| Direkt Bild zu diesem Denkmal hochladen              | Mehrfamilienhaus | Gartenstraße 5 (Karte)                     | 1930er Jahre                                  | Obergeschoss verbrettert, Walmdach, baugeschichtlich von Bedeutung | 09224346 |
| Direkt Bild zu diesem Denkmal hochladen              | Mehrfamilienhaus | Gartenstraße 57 (Karte)                    | 1930er Jahre                                  | Obergeschoss verbrettert, Walmdach, baugeschichtlich von Bedeutung | 09224348 |
| Direkt Bild zu diesem Denkmal hochladen              | Bogenbrücke über den Struppenbach | Hauptstraße 7 (bei) (Karte)                | 19. Jh.                                       | Sandstein, baugeschichtlich von Bedeutung | 09224333 |
| Direkt Bild zu diesem Denkmal hochladen              | Wohnhaus | Hauptstraße 11 (Karte)                     | 1. Hälfte 19. Jh.                             | Obergeschoss Fachwerk verbrettert, baugeschichtlich von Bedeutung | 09224332 |
| Direkt Bild zu diesem Denkmal hochladen              | Wohnstallhaus und Seitengebäude eines Gehöfts | Hauptstraße 24 (Karte)                     | bez. 1845                                     | Wohnstallhaus Obergeschoss Fachwerk, Seitengebäude zum Teil verbrettert, baugeschichtlich und wirtschaftsgeschichtlich von Bedeutung. Bezeichnung verputzt. | 09224344 |
| Direkt Bild zu diesem Denkmal hochladen              | Bogenbrücke über den Struppenbach | Hauptstraße 24 (gegenüber) (Karte)         | 19. Jh.                                       | Sandstein, baugeschichtlich von Bedeutung | 09224331 |
| Direkt Bild zu diesem Denkmal hochladen              | Bogenbrücke über den Struppenbach | Hauptstraße 25 (bei) (Karte)               | 19. Jh.                                       | Sandstein, baugeschichtlich von Bedeutung | 09224349 |
| Direkt Bild zu diesem Denkmal hochladen              | Wohnstallhaus, Seitengebäude und Scheune eines Dreiseithofes | Hauptstraße 40 (Karte)                     | Mitte 19. Jh.                                 | Wohnstallhaus Obergeschoss Fachwerk, Seitengebäude verbrettert, Scheune verbrettert, baugeschichtlich und wirtschaftsgeschichtlich von Bedeutung. | 09224351 |
| Direkt Bild zu diesem Denkmal hochladen              | Wohnhaus und Seitengebäude eines Gehöfts | Hauptstraße 41 (Karte)                     | Mitte 19. Jh.                                 | Wohnhaus Obergeschoss Fachwerk, baugeschichtlich und wirtschaftsgeschichtlich von Bedeutung | 09224343 |
| Direkt Bild zu diesem Denkmal hochladen              | Wohnstallhaus | Hauptstraße 42 (Karte)                     | 1. Hälfte 19. Jh.                             | Obergeschoss Fachwerk, baugeschichtlich von Bedeutung | 09224342 |
| Direkt Bild zu diesem Denkmal hochladen              | Bogenbrücke über den Struppenbach | Hauptstraße 43 (bei) (Karte)               | 19. Jh.                                       | Sandstein, baugeschichtlich von Bedeutung | 09224350 |
| Direkt Bild zu diesem Denkmal hochladen              | Schule | Hauptstraße 48 (Karte)                     | bez. 1890                                     | Putzbau mit übergiebeltem Mittelrisalit, in der Fassade bezeichnet, Drempel, Walmdach, baugeschichtlich von Bedeutung. | 09224363 |
| Direkt Bild zu diesem Denkmal hochladen              | Wohnhaus (Nr. 50) und Seitengebäude (Nr. 51) eines Hakenhofes | Hauptstraße 50; 51 (Karte)                 | 1. Hälfte 19. Jh.                             | beide Gebäude Obergeschoss Fachwerk, baugeschichtlich und straßenbildprägend von Bedeutung | 09224341 |
| Direkt Bild zu diesem Denkmal hochladen              | Mittelgasthof, Saalanbau | Hauptstraße 52 (Karte)                     | Ende 19. Jh.                                  | Saalanbau des Mittelgasthofes – baugeschichtlich und ortsgeschichtlich von Bedeutung. | 09224518 |
| Direkt Bild zu diesem Denkmal hochladen              | Wohnstallhaus und Scheune eines Bauernhofes | Hauptstraße 59 (Karte)                     | bez. 1850                                     | Wohnstallhaus Obergeschoss Fachwerk verputzt, Türsturz bezeichnet, baugeschichtlich und wirtschaftsgeschichtlich von Bedeutung. | 09224362 |
| Direkt Bild zu diesem Denkmal hochladen              | Getreidereinigungsmaschine Stahl Neusaat 10 | Hauptstraße 62a (Karte)                    | 1. H. 20. Jh.                                 | technisches Denkmal, transloziert von der Kretzschmarmühle in Hellendorf (ID-Nr. 09223803) am 12. März 2017. | 09306584 |
| Direkt Bild zu diesem Denkmal hochladen              | Wohnstallhaus, Seitengebäude und Scheune eines Dreiseithofes | Hauptstraße 93 (Karte)                     | bez. 1778, Scheune jünger                     | Wohnstallhaus Obergeschoss Fachwerk, bezeichnet, Seitengebäude massiv, Scheune aus Natursteinquadern, baugeschichtlich und wirtschaftsgeschichtlich von Bedeutung. | 09224360 |
| Direkt Bild zu diesem Denkmal hochladen              | Wohnhaus mit Stützmauer | Hohe Straße 1 (Karte)                      | um 1900                                       | massiver Bau mit Putzgliederung, erhöht gelegen, Freigespärre im Giebel, baugeschichtlich von Bedeutung. | 09224354 |
| Direkt Bild zu diesem Denkmal hochladen              | Wohnstallhaus, Auszugshaus und Scheune eines Dreiseithofes, dazu Stützmauer | Hohe Straße 6 (Karte)                      | 1. Hälfte 19. Jh., Scheune jünger             | erhöht gelegen, Wohnstallhaus Obergeschoss Fachwerk, Auszugshaus Obergeschoss Fachwerk, Scheune massiv, baugeschichtlich und wirtschaftsgeschichtlich von Bedeutung. | 09224355 |
| Direkt Bild zu diesem Denkmal hochladen              | Zwei Wohnstallhäuser, Seitengebäude und Scheune eines Vierseithofes | Hohe Straße 14; 15 (Karte)                 | 2. Hälfte 19. Jh.                             | Westliches Wohnstallhaus (Nr. 15), nördliches Wohnstallhaus (Nr. 14), östliches Seitengebäude und südliche Scheune eines Vierseithofes – beide Wohnstallhäuser massiv mit Satteldach, Seitengebäude Fachwerk, zum Teil verbrettert, Scheune zum Teil Fachwerk verbrettert, baugeschichtlich und wirtschaftsgeschichtlich von Bedeutung. | 09224356 |
| Direkt Bild zu diesem Denkmal hochladen              | Wohnstallhaus, Auszugshaus und Scheune eines Dreiseithofes, dazu Erdkeller | Hohe Straße 24; 24b (Karte)                | bez. 1855                                     | Wohnstallhaus Obergeschoss Fachwerk verbrettert, Korbbogentür im Schlussstein bezeichnet, Scheune zum Teil verbrettert, Auszugshaus Obergeschoss Fachwerk verbrettert, baugeschichtlich und wirtschaftsgeschichtlich von Bedeutung. | 09224359 |
| Direkt Bild zu diesem Denkmal hochladen              | Beigut | Hohe Straße 29 (Karte)                     | bez. 1795                                     | Wohnstallhaus, Seitengebäude, Stallscheune und Scheune eines Vierseithofes – Wohnstallhaus Obergeschoss Fachwerk, zwei Korbbogentüren, eine im Schlussstein bezeichnet, die anderen Gebäude massiv, geschlossen erhaltene Hofanlage, baugeschichtlich, wirtschaftsgeschichtlich und ortsgeschichtlich von Bedeutung, bildprägend. | 09224358 |
| Direkt Bild zu diesem Denkmal hochladen              | Wohnstallhaus eines ehem. Vierseithofes | Hohe Straße 31 (Karte)                     | bez. 1807                                     | Wohnstallhaus Obergeschoss Fachwerk verbrettert, Korbbogentür im Schlussstein bezeichnet, baugeschichtlich und wirtschaftsgeschichtlich von Bedeutung. | 09224357 |
| Weitere Bilder                                       | Dorfkirche und Kirchhof Struppen | Kirchberg (Karte)                          | Kernbau 2. Hälfte 13. Jh., mehrmals verändert | Kirche und Kirchhof mit Einfriedung, Treppenanlage sowie Grufthaus und Nebengebäude, dazu Blutbuche (Gartendenkmal) – Saalkirche mit Chorturm im Osten und Eingangshalle mit Schmuckgiebel im Süden, im Westen Grufthaus und im Osten Nebengebäude, baugeschichtlich und ortsgeschichtlich von Bedeutung. | 09224335 |
| Pfarrhaus mit winkligem Seitengebäude und Stützmauer | Pfarrhaus mit winkligem Seitengebäude und Stützmauer | Kirchberg 1 (Karte)                        | 1748–1750                                     | barocker Putzbau mit Inschrifttafel für W.L. Götzinger, Mansarddach, baugeschichtlich und ortsgeschichtlich von Bedeutung. Wohnhaus mit Mansarddach und Schablonenmalerei. | 09224336 |
| Weitere Bilder                                       | Sachgesamtheit Rittergut Kleinstruppen mit zahlreichen Einzeldenkmalen sowie Wirtschaftsgebäude, Wirtschaftshof mit Hofpflaster und Reste des ehem. Rittergutsparks als Sachgesamtheitsteile | Kirchberg 6; 7; 12; 13; 14; 15; 16 (Karte) | 16.–19. Jh.                                   | Sachgesamtheit Rittergut Kleinstruppen mit den Einzeldenkmalen: Schloss (Nr. 6), Gutsverwalterhaus des Rittergutes (Nr. 12), drei Wirtschaftsgebäude (Nr. 15, 16), Turnhalle der ehemaligen Knabenerziehungsanstalt (Nr. 7), Offiziersunterkunft der Knabenerziehungsanstalt (Nr. 13, genannt »Lindenhaus«), Kadettenanstalt (Nr. 14) sowie Einfriedungsmauer im Süden und Osten, das Zugangstor im Südosten und nordöstliche Toreinfahrt am Wirtschaftshof (Einzeldenkmale ID-Nr. 09224337) sowie nordwestliches Wirtschaftsgebäude, Wirtschaftshof mit Hofpflaster und Reste des ehemaligen Rittergutsparks als Sachgesamtheitsteile – baugeschichtliche und regionalgeschichtliche Bedeutung. Schulgebäude: großer dreigeschossiger Putzbau, verändert, Wirtschaftshof: zwei langgestreckte Wohn- und Wirtschaftsgebäude und ein Stallgebäude, Hofpflaster: Sandstein diagonal. | 09304317 |
| Weitere Bilder                                       | Einzeldenkmale der Sachgesamtheit Rittergut Kleinstruppen: Schloss, Gutsverwalterhaus, drei Wirtschaftsgebäude, Turnhalle der ehem. Knabenerziehungsanstalt, Offiziersunterkunft der Knabenerziehungsanstalt (genannt »Lindenhaus«), Kadettenanstalt sowie Einfriedungsmauer, Zugangstor und Toreinfahrt (Einzeldenkmale zu ID-Nr. 09304317) | Kirchberg 6; 7; 12; 13; 14; 15; 16 (Karte) | 16. Jh. (Schloss)                             | Einzeldenkmale der Sachgesamtheit Rittergut Kleinstruppen: Schloss (Nr. 6), Gutsverwalterhaus des Rittergutes (Nr. 12), drei Wirtschaftsgebäude (Nr. 15, 16), Turnhalle der ehemaligen Knabenerziehungsanstalt (Nr. 7), Offiziersunterkunft der Knabenerziehungsanstalt (Nr. 13, genannt »Lindenhaus«), Kadettenanstalt (Nr. 14) sowie Einfriedungsmauer im Süden und Osten, das Zugangstor im Südosten und nordöstliche Toreinfahrt am Wirtschaftshof – baugeschichtliche und regionalgeschichtliche Bedeutung. Schloss: mit Wappenbild, Treppenturm und zwei jüngeren Flügelbauten, Schulgebäude: großer dreigeschossiger Putzbau, verändert, Wirtschaftshof: zwei langgestreckte Wohn- und Wirtschaftsgebäude und ein Stallgebäude. | 09224337 |
| Weitere Bilder                                       | Sachgesamtheit Rittergut Neustruppen mit den Einzeldenkmalen: Schloss, Wirtschaftsgebäude und Stützmauern, landschaftliche Parkanlage (Gartendenkmal) mit Wegesystem und Gehölzbestand als Sachgesamtheitsteil | Südstraße 22; 22a; 22b (Karte)             | bez. 1892–1975                                | Sachgesamtheit Rittergut Neustruppen mit den Einzeldenkmalen: Schloss (Nr. 22, älterer Bauteil mit Uhrenturm, jüngerer Bauteil mit massivem Eckturm und Eingangspavillon), drei Wirtschaftsgebäude (Nr. 22a, 22b), Einfriedungsmauer, Zugang im Südosten, Toreinfahrt im Süden sowie Freitreppe mit Löwenskulptur im Gutspark (Löwe nicht mehr vorhanden) und Stützmauern (Einzeldenkmale ID-Nr. 09224329), dazu landschaftliche Parkanlage (Gartendenkmal) mit Wegesystem, Steineinfassungen, Sitzbänken, Bachlauf und Gehölzbestand als Sachgesamtheitsteil – baugeschichtlich, gartenkünstlerisch, landschaftsgestaltend und ortsgeschichtlich von Bedeutung. | 09304321 |
| Weitere Bilder                                       | Schloss, drei Wirtschaftsgebäude, Einfriedungsmauer, Zugang, Toreinfahrt und Stützmauern (Einzeldenkmale zu ID-Nr. 09304321) | Südstraße 22; 22a; 22b (Karte)             | bez. 1892, im Kern älter                      | Einzeldenkmale der Sachgesamtheit Rittergut Neustruppen: Schloss (Nr. 22, älterer Bauteil mit Uhrenturm, jüngerer Bauteil mit massivem Eckturm und Eingangspavillon), drei Wirtschaftsgebäude (Nr. 22a, 22b), Einfriedungsmauer, Zugang im Südosten, Toreinfahrt im Süden sowie im Gutspark Freitreppe mit Löwenskulptur (Löwe nicht mehr vorhanden) und Stützmauern – baugeschichtlich und ortsgeschichtlich von Bedeutung. Schloss: älterer Bauteil – Uhrenturm in der Wetterfahne bezeichnet. Landschaftliche Parkanlage auf hängigem Gelände mit Sandsteinfelsen (vermutlich früher zum Steinabbau genutzt), gemischter Eichen-Buchen-Bestand mit vereinzelten Kastanien und Linden. Im direkten Umfeld des Herrenhauses zahlreiche immergrüne Rhododendren, Rhododendron luteum, Thuja spec., Forsythia spec. Hochkant aufgestellte Steine fangen das Gelände ab.             | 09224329 |
| Direkt Bild zu diesem Denkmal hochladen              | St.-Pauli-Stift | Südstraße 29 (Karte)                       | um 1930                                       | jetzt Wohnhaus – zeittypischer Putzbau mit Walmdach, baugeschichtlich relevant | 09224327 |
| Direkt Bild zu diesem Denkmal hochladen              | Wohnhaus | Südstraße 31 (Karte)                       | 1. Hälfte 19. Jh.                             | Obergeschoss Fachwerk, baugeschichtlich und baugeschichtlich von Bedeutung | 09224328 |
| Direkt Bild zu diesem Denkmal hochladen              | Ehem. Talmühle; Ziegelei | Tal 1 (Karte)                              | 2. Hälfte 19. Jh.                             | Winkelförmiges Wohnhaus, davor alte Sandsteinpflasterung – massives Gebäude mit Putznutung, Satteldach mit mehreren Dachhäuschen, bau- und ortsgeschichtlich von Bedeutung. Wohnhaus in historistischen Formen, u. a. mit Putznutung. | 09224334 |

## Ebenheit
| Bild                                    | Bezeichnung                                                                           | Lage                     | Datierung | Beschreibung | ID       |
| --------------------------------------- | ------------------------------------------------------------------------------------- | ------------------------ | --------- | --- | -------- |
| Direkt Bild zu diesem Denkmal hochladen | Östliches Wohnhaus, südliches Seitengebäude und nördliche Scheune eines Dreiseithofes | Ebenheit 4 (Karte)       | um 1800   | baugeschichtlich und wirtschaftsgeschichtlich von Bedeutung. Wohnhaus: Bruchstein-Erdgeschoss, Stallteil nicht mehr erkennbar, Obergeschoss eventuell einst Fachwerk, dann massiv ersetzt, recht ursprüngliches Wand-Öffnungs-Verhältnis, steiles Satteldach, breites massives Seitengebäude mit Giebel-Palladio-Motiv, Ziegelbau, Dach fehlt, Scheune mit Tordurchfahrt, massiv, Satteldach mit drei Fledermausgaupen. | 09299753 |
| Direkt Bild zu diesem Denkmal hochladen | Wegestein                                                                             | Ebenheit 8 (vor) (Karte) |           | verkehrsgeschichtlich von Bedeutung | 09224522 |
| Direkt Bild zu diesem Denkmal hochladen | Vorwerk Himmelreich                                                                   | Ebenheit 28 (Karte)      | bez. 1792 | Wohnstallhaus, Scheune und Seitengebäude eines Dreiseithofes, dazu Hofmauer mit Wappenbild über der Pforte – Wohnstallhaus (Inschrifttafel bezeichnet 1792 und 1851), Scheune (bezeichnet 1902) und Seitengebäude (bezeichnet 1839), baugeschichtlich und wirtschaftsgeschichtlich von Bedeutung. Toreinfahrt, ehem. Torbogen.                                                                                          | 09224519 |

## Naundorf
| Bild                                    | Bezeichnung                                                              | Lage                                 | Datierung               | Beschreibung | ID       |
| --------------------------------------- | ------------------------------------------------------------------------ | ------------------------------------ | ----------------------- | --- | -------- |
| Direkt Bild zu diesem Denkmal hochladen | Fußgängerbrücke                                                          | (Karte)                              | 19. Jh.                 | Sandsteinbogenbrücke, baugeschichtlich von Bedeutung | 09224274 |
| Direkt Bild zu diesem Denkmal hochladen | Wohnhaus eines ehemaligen Bauernhofes                                    | Am Bärenstein 4 (Karte)              | bez. 1838               | Obergeschoss zum Teil Fachwerk, Giebel verbrettert, Türsturz bezeichnet, baugeschichtlich von Bedeutung | 09224275 |
| Direkt Bild zu diesem Denkmal hochladen | Wohnhaus                                                                 | Am Bärenstein 7 (Karte)              | 2. Hälfte 19. Jh.       | baugeschichtlich von Bedeutung | 09224286 |
| Direkt Bild zu diesem Denkmal hochladen | Spritzenhaus                                                             | Am Bärenstein 10 (bei) (Karte)       | 19. Jh.                 | kleines Feuerwehrgerätehaus, Giebel verbrettert, ortsgeschichtlich von Bedeutung | 09224277 |
| Direkt Bild zu diesem Denkmal hochladen | Wohnstallhaus                                                            | Borngasse 6 (Karte)                  | 2. Hälfte 19. Jh.       | Obergeschoss Fachwerk verbrettert, im Obergeschoss intaktes Wand-Öffnung-Verhältnis, erhaltene Konstruktion, Spätphase regionaltypischer Holzbauweise, einziges übriggebliebenes Beispiel seiner Gattung im Ort, baugeschichtlich von Bedeutung. Sandstein-Türgewände profiliert, Wetterseite massiv (W), recht flaches Satteldach, gute typische Verbretterung. | 09224283 |
| Direkt Bild zu diesem Denkmal hochladen | Wohnhaus und rückwärtiges Nebengebäude                                   | Borngasse 44 (Karte)                 | 1. Hälfte 19. Jh.       | Wohnhaus schlichter Putzbau mit Sandsteingewänden und Zwillingsfenster im Giebel, baugeschichtlich von Bedeutung. Nebengebäude auf der anderen Grabenseite. | 09224273 |
| Direkt Bild zu diesem Denkmal hochladen | Wegestein                                                                | Lindenweg 2 (vor) (Karte)            |                         | verkehrsgeschichtlich von Bedeutung | 09304597 |
| Direkt Bild zu diesem Denkmal hochladen | Wohnstallhaus und Scheune eines Zweiseithofes                            | Lindenweg 6 (Karte)                  | bez. 1794               | Wohnstallhaus Obergeschoss Fachwerk, Türsturz bezeichnet, Scheune zum Teil verbrettert, mit Hocheinfahrt, baugeschichtlich und wirtschaftsgeschichtlich von Bedeutung. | 09224281 |
| Direkt Bild zu diesem Denkmal hochladen | Wohnstallhaus                                                            | Lindenweg 10 (Karte)                 | bez. 1811               | Obergeschoss Fachwerk, Korbbogentür bezeichnet, baugeschichtlich von Bedeutung | 09224285 |
| Direkt Bild zu diesem Denkmal hochladen | Straßenbrücke                                                            | Robert-Sterl-Straße 11 (bei) (Karte) | bez. 1861               | Sandsteinbogenbrücke, baugeschichtlich von Bedeutung | 09224267 |
| Villa mit Garten                        | Villa mit Garten                                                         | Robert-Sterl-Straße 29 (Karte)       | 1910er Jahre            | Putzbau mit Eckturm, Mansarddach, baugeschichtlich von Bedeutung. Villa: Mansardwalmdach, Villengarten (Nebenanlage): Einfriedungszaun mit Zaunpfosten aus bossierten Sandsteinblöcken und Sandsteinabdeckungen sowie Zaunfelder aus Holzlatten(Jägerzaun), zwei einflüglige Zugangspforten von Norden und Westen über Sandsteintreppen erschlossen, alter Rhododendron- und Zierstrauchbestand, bestandsprägende Kiefer (Pinus spec.) an der nördlichen Zugangspforte. | 09224266 |
| Weitere Bilder                          | Robert-Sterl-Haus                                                        | Robert-Sterl-Straße 30 (Karte)       | 1912/1913, 1919 (Anbau) | Landhaus, vom Meißner Architekten William Becker entworfen; angebautes Nebengebäude und Grabmal Ehepaar Sterl, dazu parkähnlicher Garten mit Wegesystem, Baumbestand und Einfriedung – baugeschichtlich und personengeschichtlich von Bedeutung. Villengarten: Das Gartendenkmal gliedert sich in verschiedene Teilbereiche: 1. stark ausgestalteter hausnaher Bereich 2. nach Norden angrenzender Hangbereich mit Serpentinenweg und Altbaumbestand 3. zwei östlich und westlich an das Wohnhaus und den Garten grenzende Obstbaumwiesen.                                                                                            | 09224265 |
| Direkt Bild zu diesem Denkmal hochladen | Wohnhaus                                                                 | Robert-Sterl-Straße 32 (Karte)       | lt. Auskunft 1927       | eingeschossig, zum Teil verbrettert, baugeschichtlich von Bedeutung | 09224264 |
| Direkt Bild zu diesem Denkmal hochladen | Wohnhaus                                                                 | Robert-Sterl-Straße 36 (Karte)       | 2. Drittel 19. Jh.      | Obergeschoss Fachwerk, baugeschichtlich von Bedeutung | 09224263 |
| Direkt Bild zu diesem Denkmal hochladen | Wohnhaus                                                                 | Sankt-Ursula-Weg 4 (Karte)           | Mitte 19. Jh.           | ländlicher Putzbau mit Sandsteingewänden, Satteldach, baugeschichtlich von Bedeutung | 09224269 |
| Direkt Bild zu diesem Denkmal hochladen | Wohnstallhaus und Scheune eines Bauernhofes, in der Scheune Wäschemangel | Sankt-Ursula-Weg 12 (Karte)          | bez. 1793               | Wohnstallhaus Obergeschoss Fachwerk verbrettert, Korbbogentür im Schlussstein bezeichnet, baugeschichtlich von Bedeutung. Grundriss etwa 20,5 × 8 m, Traufhöhe ca. 5 m, massive Erdgeschoss-Wände ca. 50 cm stark, typische Dreiteilung des Erdgeschosses in Wohnteil, Flur und Stallteil, Stallteil mit 3 × 3 Jochen und sich rechtwinklig kreuzenden Korbbogentonnen nimmt ca. 60 Prozent der Grundrissfläche ein, Stube mit Holzbalkendecke, Satteldach mit Biberschwanzdeckung (etwa 45 Grad geneigt), Bruchsteinscheune eingeschossig mit Drempel, darin transloziert historische Wäscherolle (TD), wahrscheinlich 1920er Jahre. | 09224268 |
| Direkt Bild zu diesem Denkmal hochladen | Wohnstallhaus, Scheune und Schuppen eines Dreiseithofes                  | Wehlener Straße 2 (Karte)            | bez. 1945–1947          | Wohnstallhaus Putzbau mit Inschrifttafel über der Tür, bezeichnet, Krüppelwalmdach, Scheune verbrettert, baugeschichtlich und wirtschaftsgeschichtlich von Bedeutung. | 09224282 |
| Direkt Bild zu diesem Denkmal hochladen | Alte Schule                                                              | Wehlener Straße 14 (Karte)           | 2. Hälfte 19. Jh.       | zeittypischer Putzbau mit übergiebeltem Mittelrisalit, erhöht auf Terrasse gelegen, baugeschichtlich und ortsgeschichtlich von Bedeutung. | 09224270 |

## Thürmsdorf
| Bild                                    | Bezeichnung | Lage                                         | Datierung                                                                              | Beschreibung | ID       |
| --------------------------------------- | --- | -------------------------------------------- | -------------------------------------------------------------------------------------- | --- | -------- |
| Weitere Bilder                          | Mausoleum der Familie Biedermann (Einzeldenkmal zu ID-Nr. 09304312) | (Karte)                                      | 1920/1921                                                                              | Einzeldenkmal der Sachgesamtheit Rittergut Thürmsdorf: Mausoleum der Familie Biedermann – Kuppelbau mit Halbsäulengliederung, baugeschichtlich, ortsgeschichtlich und personengeschichtlich von Bedeutung. Ausschnitt des Textes – nur Teil 3: Bereich um das Mausoleum – aus der Sachgesamtheit (ID-Nr. 09304312). | 09224698 |
| Zwei Wohnhäuser                         | Zwei Wohnhäuser | Am Schloßberg 1; 3 / Am Sonnenhang 2 (Karte) | 1906                                                                                   | zeittypische Putzbauten mit Mansarddach, Oberlaubengängen und Schmuckfachwerk, ursprünglich Teile des ehem. Wirtschaftshofes zum Schloss Thürmsdorf, baugeschichtlich von Bedeutung. | 09224694 |
| Weitere Bilder                          | Sachgesamtheit Rittergut Thürmsdorf mit folgenden Einzeldenkmalen: Schlosskomplex und zwei Skulpturen im Park, das Mausoleum der Familie Biedermann und Gutspark (Gartendenkmal) sowie die an den Park grenzende Obstbaumwiese als Sachgesamtheitsteil | Am Schloßberg 9 (Karte)                      | 1906 (Rittergut)                                                                       | Sachgesamtheit Rittergut Thürmsdorf mit folgenden Einzeldenkmalen: Schlosskomplex und zwei Skulpturen im Park (Einzeldenkmale ID-Nr. 09224329, 09224693), das Mausoleum der Familie Biedermann östlich des Gutskomplexes (Einzeldenkmale ID-Nr. 09224698) und Gutspark (Gartendenkmal) sowie die östlich an den Park grenzende Obstbaumwiese als Sachgesamtheitsteil – die Parkanlage mit landschaftlichem und regelmäßigem Gartenteil (Gartendenkmal), darin Altbaumbestand, Zierstrauchbestand, Wegesystem, Treppenanlage, Teich, Brücke, Wasserbecken und Baumhaselallee als nordöstliche Begrenzung, zum Mausoleum die umgebende Bepflanzung, landschaftsgestaltend, gartenkünstlerisch, ortsgeschichtlich, personengeschichtlich und wissenschaftlich von Bedeutung. | 09304312 |
| Weitere Bilder                          | Schloss mit Freiterrasse und Sonnenuhr sowie zwei Skulpturen im Park (Einzeldenkmale zu ID-Nr. 09304312) | Am Schloßberg 9 (Karte)                      | 1906 (Schloss)                                                                         | Einzeldenkmale der Sachgesamtheit Rittergut Thürmsdorf: Schloss mit Freiterrasse und Sonnenuhr sowie zwei Skulpturen im Park – Schloss als mehrteiliger Gebäudekomplex mit Dachreiter, Freiterrasse, Türmchen und Sonnenuhr, baugeschichtlich und ortsgeschichtlich Bedeutung. | 09224693 |
| Direkt Bild zu diesem Denkmal hochladen | Obere Pehnamühle | Pehnaberg 9 (Karte)                          | bez. 1818, verändert                                                                   | Wohnhaus und angebautes Nebengebäude einer ehem. Sägemühle, dazu Straßenpflasterung – langgestrecktes Wohnhaus Obergeschoss Fachwerk, Korbbogentür bez., baugeschichtlich und ortsgeschichtlich von Bedeutung. Rückseite des Gebäudes mit teilweise verschütteter Radkammer, Fundament des Sägegatters (mit Antrieb) noch vorhanden. | 09224696 |
|                                         | Mühlentechnische Anlage der Rahmmühle / Niederen Pehnamühle | Pehnaberg 13 (Karte)                         | 1900–1940 (Mühlentechnik); ca. 1900 (Quetsche); 1911 (Turbine); ca. 1935 (Walzenstuhl) | Als funktionstüchtige und noch in Betrieb befindliche Anlage singulär im Gebiet, technikgeschichtlich von Bedeutung | 09223924 |
| Direkt Bild zu diesem Denkmal hochladen | Bogenbrücke über den Waldbach am Vogelstein | Thürmsdorfer Straße (Karte)                  | bez. 1856                                                                              | technisches Denkmal, verkehrsgeschichtlich von Bedeutung. Einbogige Straßenbrücke aus Sandsteinquadern, Wangen entsprechend gestaltet, Bergseite bezeichnet 1856, diese Seite wohl aber in den 1930er Jahren gestaltet, talseitig noch mit dem alten Rundbogen, überwiegend originale Substanz, nur etwa 1/4 des Bogengewölbes in Beton ersetzt. | 09304067 |
| Direkt Bild zu diesem Denkmal hochladen | Wohnstallhaus und Seitengebäude eines Zweiseithofes | Thürmsdorfer Straße 19 (Karte)               | Anfang 19. Jh.                                                                         | Wohnstallhaus Obergeschoss Fachwerk, Giebel verbrettert, baugeschichtlich und wirtschaftsgeschichtlich von Bedeutung. | 09224687 |
| Direkt Bild zu diesem Denkmal hochladen | Haus Dominika | Thürmsdorfer Straße 25 (Karte)               | lt. Auskunft 1905                                                                      | Wohnhaus – schlichter Putzbau, baugeschichtlich von Bedeutung, Dachüberstände. | 09224688 |
| Direkt Bild zu diesem Denkmal hochladen | Wohnhaus und Seitengebäude | Thürmsdorfer Straße 31 (Karte)               | 1. Hälfte 19. Jh.                                                                      | Wohnhaus Obergeschoss Fachwerk, Seitengebäude verbretterte Holzkonstruktion, baugeschichtlich und wirtschaftsgeschichtlich von Bedeutung. | 09224689 |
| Direkt Bild zu diesem Denkmal hochladen | Denkmal für die Gefallenen des Ersten Weltkrieges | Thürmsdorfer Straße 49 (bei)                 |                                                                                        | Denkmal für die Gefallenen des Ersten Weltkrieges; Sandsteinstele mit Aufsatz, ortsgeschichtlich von Bedeutung. | 09224690 |
| Direkt Bild zu diesem Denkmal hochladen | Wohnhaus | Thürmsdorfer Straße 52 (Karte)               | um 1930                                                                                | Schlichter Putzbau, zum Teil verbrettert, baugeschichtlich von Bedeutung | 09224697 |
| Direkt Bild zu diesem Denkmal hochladen | Wohnhaus | Thürmsdorfer Straße 73 (Karte)               | 1. Hälfte 19. Jh., verändert                                                           | Obergeschoss Fachwerk verbrettert, baugeschichtlich von Bedeutung | 09224692 |
| Direkt Bild zu diesem Denkmal hochladen | Gasthof Thürmsdorf | Thürmsdorfer Straße 75 (Karte)               | Bezeichnet mit 1910                                                                    | Mehrteiliges Gaststättengebäude im Reformstil und Heimatstil der Zeit um 1910, Zierfachwerk, Dachreiter, Wetterfahne bezeichnet, baugeschichtlich, ortsgeschichtlich und straßenbildprägend von Bedeutung | 09221778 |

## Weißig
| Bild                                    | Bezeichnung                                                                                                  | Lage                     | Datierung                                 | Beschreibung | ID       |
| --------------------------------------- | --- | ------------------------ | ----------------------------------------- | --- | -------- |
| Direkt Bild zu diesem Denkmal hochladen | Erbgericht                                                                                                   | Weißig 1a (Karte)        | 2. Hälfte 19. Jh.                         | Wohnhaus und Reste eines Torhauses eines ehemaligen Vierseithofes, dazu Hofpflasterung und Steinbank – Wohnhaus verputzter Bruchsteinbau, Drillingsfenster im Giebel, Reste des Torhauses mit Torbogen, Schlussstein reliefiert, baugeschichtlich und ortsgeschichtlich von Bedeutung. Wohnhaus mit Türverdachungen, Eckpilastern, zwei Kastanien flankieren die Toreinfahrt. | 09224520 |
| Direkt Bild zu diesem Denkmal hochladen | Wohnstallhaus                                                                                                | Weißig 2b (Karte)        | 19. Jh.                                   | Obergeschoss Fachwerk, zum Teil verbrettert, baugeschichtlich und sozialgeschichtlich von Bedeutung | 09224533 |
| Direkt Bild zu diesem Denkmal hochladen | Wohnstallhaus, Seitengebäude und Scheune eines Dreiseithofes                                                 | Weißig 3 (Karte)         | Mitte 19. Jh.                             | Wohnstallhaus Obergeschoss Fachwerk, Scheune verbrettert und Seitengebäude Fachwerk, zum Teil verbrettert, baugeschichtlich und wirtschaftsgeschichtlich von Bedeutung. | 09224532 |
| Direkt Bild zu diesem Denkmal hochladen | Wohnstallhaus, Seitengebäude und Scheune eines Vierseithofes, dazu Hofpflasterung                            | Weißig 4 (Karte)         | wohl vor 1800                             | Wohnstallhaus im Schweizer Stil, Obergeschoss Fachwerk verbrettert, Drempel, Seitengebäude bezeichnet, baugeschichtlich und wirtschaftsgeschichtlich von Bedeutung. | 09224531 |
| Direkt Bild zu diesem Denkmal hochladen | Winkeliges Wohnhaus, nördliches Wohnstallhaus und T-förmige Scheune eines Dreiseithofes, dazu Hofpflasterung | Weißig 5 (Karte)         | 1. Hälfte 19. Jh. (Kern wom. älter)       | Wohnhaus Obergeschoss Fachwerk, Giebel verbrettert, Wohnstallhaus Obergeschoss Fachwerk, zum Teil verbrettert, heute Wohnhaus, T-förmige Scheune zum Teil Fachwerk, zum Teil verbrettert und Keller über der Tür bezeichnet, baugeschichtlich und wirtschaftsgeschichtlich von Bedeutung.                                                                                     | 09224530 |
| Direkt Bild zu diesem Denkmal hochladen | Wohnstallhaus, Seitengebäude und Scheune eines Dreiseithofes, dazu Hofpflasterung                            | Weißig 6 (Karte)         | um 1900                                   | Wohnstallhaus Obergeschoss verbrettert, Seitengebäude Obergeschoss zum Teil Fachwerk, Scheune zum Teil verbrettert, baugeschichtlich und wirtschaftsgeschichtlich von Bedeutung. | 09224529 |
| Direkt Bild zu diesem Denkmal hochladen | Wohnhaus | Weißig 7 (Karte)         | 2. Hälfte 19. Jh.                         | Putzbau mit Zwillingsfenster im Giebel, Sandsteingewände, Satteldach, baugeschichtlich von Bedeutung. | 09299754 |
| Direkt Bild zu diesem Denkmal hochladen | Weißiger Schule                                                                                              | Weißig 9b (Karte)        | bez. 1890                                 | schlichtes zweigeschossiges Schulhaus, über der Tür bezeichnet, ortsgeschichtlich von Bedeutung. | 09224528 |
| Direkt Bild zu diesem Denkmal hochladen | Wohnhaus | Weißig 10 (Karte)        | wohl vor 1800                             | Obergeschoss Fachwerk, Giebel verbrettert, baugeschichtlich von Bedeutung | 09224527 |
| Direkt Bild zu diesem Denkmal hochladen | Wohnhaus | Weißig 11 (Karte)        | 1. Hälfte 19. Jh.                         | Obergeschoss Fachwerk, Giebel verbrettert, baugeschichtlich von Bedeutung | 09224526 |
| Wohnhaus                                | Wohnhaus | Weißig 12 (Karte)        | Mitte 19. Jh.                             | Obergeschoss Fachwerk, baugeschichtlich von Bedeutung | 09224525 |
| Direkt Bild zu diesem Denkmal hochladen | Historischer Weg                                                                                             | Weißig 15a (bei) (Karte) | 19. Jh.                                   | Historischer Weg von Strand nach Weißig, mit Sandsteinpflaster; ortshistorisch und landschaftsprägend von Bedeutung. Etwa 550 m lang, davon auf ca. 25 Prozent historisches Pflaster verloren. | 09305281 |
| Direkt Bild zu diesem Denkmal hochladen | Wohnstallhaus eines ehem. Dreiseithofes                                                                      | Weißig 17 (Karte)        | bez. 1880, Kern älter                     | Nordwestliches Wohnstallhaus eines ehem. Dreiseithofes, dazu drei steinerne Wasserkästen und Hofmauer mit Pforte – Wohnstallhaus Obergeschoss Fachwerk, Türsturz bezeichnet 1880, baugeschichtlich von Bedeutung, nordöstliches Seitengebäude ruinös. | 09224523 |
| Direkt Bild zu diesem Denkmal hochladen | Wohnstallhaus, Seitengebäude und Scheune eines Dreiseithofes (Lindenhof)                                     | Weißig 18 (Karte)        | bez. 1890                                 | massives Wohnstallhaus über der Tür bezeichnet 1890, Scheune zum Teil verbrettert, baugeschichtlich und wirtschaftsgeschichtlich von Bedeutung. Scheune mit Sandsteingewänden, Einfahrt von zwei Linden flankiert. | 09224521 |
| Direkt Bild zu diesem Denkmal hochladen | Wohnhaus mit Garten und Einfriedung sowie Holzpavillon                                                       | Weißig 25 (Karte)        | 1875 (Gartenpavillon); um 1900 (Wohnhaus) | Wohnhaus Obergeschoss zum Teil verbrettert, baugeschichtlich von Bedeutung. - Pavillon: quadratischer Grundriss, ca. 4 × 4 m, innen zum Teil bemalt - Wohnhaus: mit Fachwerk | 09221676 |

## Ausführliche Denkmaltexte
1. ↑  Evangelische Pfarrkirche Struppen. Saalkirche mit Chorturm und südlichen Vorbau. Die Kirche 2. H. 13. Jh., der Vorbau um 1600, der Chorturm 1695 erhöht. Erneuerung des Inneren 1736. Restaurierung seit 1978.

Das Äußere erhielt durch den Vorbau mit halbrundem Treppenturm zur Herrschaftsstube im Obergeschoss und durch den Volutengiebel eine Schauseite, die das breit rundbogige Portal des 13. Jh. einbezieht. Am Chor kleine Pforte des 13. Jh. Das oktogonale Obergeschoss des Chorturms mit geschweifter Haube, Laterne und Zwiebel. Hohes Satteldach des Schiffs, mit getrepptem Giebelansatz. Der eingezogene, quadratische Chor in zaghaften frühgotischen Formen, mit Kreuzrippengewölbe auf Konsolen und hängendem Schlussstein, in der Ostmauer kleines Spitzbogenfenster. Der Triumphbogen leicht gestelzt rundbogig. Die Decke im Saal durch feine Stuckleisten gegliedert. Im Süden und Westen zweigeschossige Emporen. – An der Wand neben dem Triumphbogen mittelalterliche Wandmalereien freigelegt. Die Sakristei 2. H. 13. Jh., mit Tonnengewölbe.

Die Ausstattung einfach. Kanzel Neurenaissance, klassizistischer Taufstein, Orgel von 1746. – Epitaphien: das für Pfarrer Alardus († 1689) eher schlicht, mit Knorpelwerk, aufwendiger das für Generalmajor von Bolberitz († 1769) (Dehio Sachsen I, 1996). Bauliche Schutzgüter:
Gebäude: Kirche (Wetterfahne bezeichnet 1695), zwei Nebengebäude,
Einfriedung: auf allen Seiten von fast vollständiger Sandsteinmauer umgeben,
Erschließung: Zugänge: zwei Zugänge von Süden und Osten, jeweils mit zweiflügeligem Ziergitter und Torpfosten,
Wegesystem: vorhanden, wassergebundene Decke mit Sandsteinkanten, zum Teil Wege aus Sandsteinplatten, Treppen aus Sandsteinblöcken,
Vegetation: Einzelbäume: prägende Blutbuche (Fagus sylvatica ‚Atropurpurea‘) südlich der Kirche,
Sonstige Schutzgüter: Bodenrelief: Gelände fällt von Nord nach Süd, wird von kleinen Sandsteinmauern terrassiert.
2. ↑  Rittergut Kleinstruppen – Beschreibung des ehem. Gutsparks (kein Gartendenkmal) – bauliche Schutzgüter:
Gebäude: Schloss, Schulgebäude, Gutshof als Dreiflügelanlage. Einfriedung: Sandsteinmauer im Osten, im Norden in der Hofeinfahrt Zaunpfosten aus Sandstein mit Zaunfeldern aus Holz.
Erschließung: Zugänge: von Südosten Rampe mit Sandsteinpflaster sowie zwei Torpfeilern mit Kugelaufsatz aus Sandstein, Wegesystem: vorhanden, zum Teil Belag aus Sandsteinplatten.
Vegetation: vereinzelter Altbaumbestand, bestehend aus Bergahorn (Acer pseudoplatanus), Rosskastanie (Aesculus hippocastanum), Esskastanien (Castanea sativa) in der Nordwestecke des Areals, Blutbuchen (Fagus sylvatica ‚Atropurpurea‘), Rotbuchen (Fagus sylvatica), Linde (Tilia spec.).
Sonstige Schutzgüter: Bodenrelief: Gelände fällt von Nord nach Süd. Blickbeziehung: zur südlich gelegenen Kirche und ins Dorf.
3. ↑  Rittergut Thürmsdorf – Gutspark:

Landschaftliche Parkanlage auf hängigem Gelände mit Sandsteinfelsen (vermutlich früher zum Steinabbau genutzt), gemischter Eichen-Buchen-Bestand mit vereinzelten Kastanien und Linden. Im direkten Umfeld des Herrenhauses zahlreiche immergrüne Rhododendren, Rhododendron luteum, Thuja spec., Forsythia spec. Hochkant aufgestellte Steine fangen das Gelände ab. Bauliche Schutzgüter:
Gebäude: Herrenhaus, Liegehallen (kein Denkmal).
Erschließung: Zugänge: von Süden in den Gutshof mit zwei Torpfosten, von Norden über Treppenanlage, Wegesystem: ablesbar, landschaftlich, Gartenausstattung: Freitreppe im Garten mit Bezug zum Turm (Löwe 2012 nicht mehr vorhanden, war 2010 noch vor Ort), Bastion aus Sandstein, weitere Bastion am Herrenhaus, Gelände zum Teil über kleine Mauern abgefangen. Wasserelemente: kleines Bachtal in Gestaltung integriert.
Vegetation: Alleen und Baumreihen: Lindenreihe (Tilia spec.) am ehemaligen Hippodrom, Eichenreihe entlang eines Wegs im östlichen Parkteil, ehem. geschnittene Lindenallee hinter den Liegehallen. Einzelbäume: dendrologisch reichhaltiger Altbaumbestand, u. a. Fächerblattahorn (Acer palmatum) im Hof des Herrenhauses, Pinetum mit zahlreichen Koniferen verschiedener Arten, Blutbuche (Fagus sylvatica ‚Atropurpurea‘) im Ostteil des Gartens, Stieleichen (Quercus robur), Rosskastanie (Aesculus hippocastanum), Rotbuchen (Fagus sylvatica).
Hecken und Sträucher: verschiedene Rhododendren und Azaleen sowie zahlreiche Ziersträucher im südlich des Herrenhauses gelegenen Bereich.
Stauden: Buschwindröschen (Anemone nemorosa), verschiedene Farne, Salomonsiegel (Polygonatum odoratum), Lerchensporn (Corydalis cava), Walderdbeere (Fragaria vesca).
Sonstige Schutzgüter: Bodenrelief: Gelände fällt von Süd nach Nord, Topografie sehr bewegt, anstehende Felsen in Gestaltung integriert, Blickbeziehung: ins tiefer liegende Dorf, sowie ins Umland nach Norden, Blick von der Eichenbastion zugewachsen.
4. ↑  Robert-Sterl-Haus – bauliche Schutzgüter: Gebäude: Wohnhaus.
Einfriedung: Sandsteinpfosten mit Holzfeldern (außer an westl. Grenze Flurstück 103). Erschließung: Zugänge: Hauptzugang von Süden, Sandsteinpfosten mit zweiflügeligem Holztor, Nebenzugang von Norden, Wegesystem: im hausnahen Bereich wassergebundene Wegedecke mit Bruchsteineinfassung, Sandsteintreppen, im Hangbereich zum Teil überwachsener Schotterweg in Serpentinen geführt. Gartenausstattung: Grabmal Ehepaar Sterl, befestigter Sitzplatz mit kleiner Stützmauer.
Vegetation: Einzelbäume: im hausnahen Bereich bis zur Sanierung zwei prägende Altbäume: Linde (Tilia spec.), Rotbuche (Fagus sylvatica) davon Stubben noch vorhanden, im Hangbereich lockerer Laubmischbestand aus Stieleiche (Quercus robur), Linde (Tilia spec.), Rotbuche (Fagus sylvatica).
Hecken und Sträucher: im hausnahen Bereich zahlreiche Rhododendren in Arten und Sorten sowie verschiedene Ziersträucher, im Hangbereich flächiges Vorkommen von Schneebeere (Symphoricarpos orbiculatus). Stauden: im hausnahen Bereich Staudenbepflanzung, im Hangbereich flächiges Vorkommen von Maiglöckchen (Convallaria majalis).
Sonstige Schutzgüter: Bodenrelief: Gelände fällt vom Haus stark nach Norden ab, Gelände im hausnahen Bereich über kleine Mauern aus Sandstein terrassiert, Blickbeziehung: nach Wehlen und zur Elbe.
5. ↑  Rittergut Thürmsdorf – Gartendenkmal: Die Gartenanlagen in Thürmsdorf lassen sich in drei Teile gliedern:
  - Teil 1 – regelmäßig gestalteter Gartenteil – bauliche Schutzgüter:
    - Gebäude: Herrenhaus. Wegesystem: vorhanden, wassergebundene Decke, Einfassung mit hist. Betonkanten, geradlinig, zweiläufige, halbrunde Treppenanlage aus Sandstein, am oberen Ende Abschluss mit Ziergitter aus Metall, am südlichen Ende zwei kleine halbrunde Bastionen mit Ziergitter.
    - Gartenausstattung: zwei Skulpturen: Bronzeskulptur von Stephan Sindino: kniender Mann vor sitzender Frau, sowie eine Schale tragende Putten aus Sandstein. Wasserelemente: rundes Wasserbecken aus Sandstein auf der mittleren Terrasse.
    - Vegetation: Hecken und Sträucher: zahlreiche Ziersträucher, v. a. Rhododendron in Arten und Sorten, Goldregen (Laburnum anagyroides), Flieder (Syringa vulgaris).
    - Sonstige Schutzgüter: Bodenrelief: Terrassierung des Areals durch Sandsteinmauern. Blickbeziehung: von der östlichen Aussichtsterrasse Blick zur Festung Königstein, aus dem westlichen Teil vor allem das Herrenhaus als Bezugspunkt.

  - Teil 2 – landschaftlich gestalteter Gartenteil – bauliche Schutzgüter:
    - Gebäude: Herrenhaus. Wegesystem: vorhanden, landschaftlich geschwungen. Gartenausstattung: Sandsteinbrücke im Norden der Anlage, Holztreppen (neu) im westlichen Gartenteil. Wasserelemente: naturnaher Teich im westlichen Teil, Bachlauf in Gestaltung integriert.
    - Vegetation: Alleen und Baumreihen: Baumhaselallee (Corylus colurna) als nordöstlicher Abschluss, Einzelbäume: dendrologisch reichhaltiger Altbaumbestand, u. a. bestehend aus Silberahorn (Acer saccharinum), Bergahorn (Acer pseudoplatanus), Rotbuche (Fagus sylvatica), Blutbuche (Fagus sylvatica ‚Atropurpurea‘), Linde (Tilia spec.), Stiel-Eiche (Quercus robur), Säuleneiche (Quercus robur ‚Fastigiata‘), Tulpenbaum (Liriodendron tulipifera), Scheinakazie (Robinia pseudoacacia), Feldahorn (Acer campestre), Rosskastanie (Aesculus hippocastanum), Rot-Eiche (Quercus rubra), Hainbuche (Carpinus betulus), Eibe (Taxus baccata), Hemlocktanne (Tsuga canadensis), Schwarzkiefer (Pinus nigra), Hecken und Sträucher: zahlreiche Ziersträucher, v. a. Rhododendron in Arten und Sorten im westlichen Talbereich und nördlich des regelmäßigen Gartenteils, Stauden: Buschwindröschen (Anemone nemorosa), Maiglöckchen (Convallaria majalis), Goldnessel (Lamium galeobdolon), Salomonsiegel (Polygonatum odoratum).
    - Sonstige Schutzgüter: Bodenrelief: bewegte Topografie, von Nord nach Südwest verlaufendes Bachtal. Blickbeziehung: verschiedene Blickbeziehungen innerhalb der Anlage.

  - Teil 3 – Bereich um das Mausoleum mit zuführendem Weg:
    - Bauliche Schutzgüter: Gebäude: Mausoleum für die Familie von Biedermann, 1920/21 erbaut, Wegesystem: vorhanden.
    - Vegetation: Einzelbäume: gemischter Laub- und Nadelbaumbestand, Zuwegung zum Mausoleum mit Kiefern (Pinus spec., Art mit länglichen Zapfen) bestanden, kapitale Linde (Tilia spec.) südlich des Mausoleums, sonstiger Bestand vor allem von Stiel-Eichen (Quercus robur) und Rotbuchen (Fagus sylvatica) geprägt. Hecken und Sträucher: entlang des Weges flächige Bestände von Schneebeere (Symphoricarpos orbiculatus).
    - Sonstige Schutzgüter: Blickbeziehung: vom Mausoleum Blick zur Festung Königstein.